# Justice (groupe)
Pour les articles homonymes, voir Justice (homonymie).
Justice (prononcé en anglais : /ˈd͡ʒʌstɪs/ ; stylisé Jus†icE) est un groupe de musique électronique français, originaire de Paris. Formé en 2003, le groupe est composé de Gaspard Augé et de Xavier de Rosnay.
Apparu pour la première fois sous le label Musclorecords, dont Gaspard Augé est à l'époque le graphiste, le duo réalise un premier morceau intitulé Sure You Will, un hommage au groupe The Buggles, aux accents rock 'n' roll-pop avec un zeste électronique. Leur premier album studio, intitulé †, publié le 11 juin 2007 en Europe, est bien accueilli par la presse spécialisée. S'ensuit la sortie du deuxième album le 24 octobre 2011 intitulé Audio, Video, Disco. Le troisième album studio, Woman, est publié en 2016. Le 26 avril 2024 le groupe publie son quatrième album, Hyperdrama.
Le duo est considéré comme appartenant à « la deuxième génération de la French touch » et comme le « duo star de l’électro française ».

## Biographie

### Débuts (2003-2006)

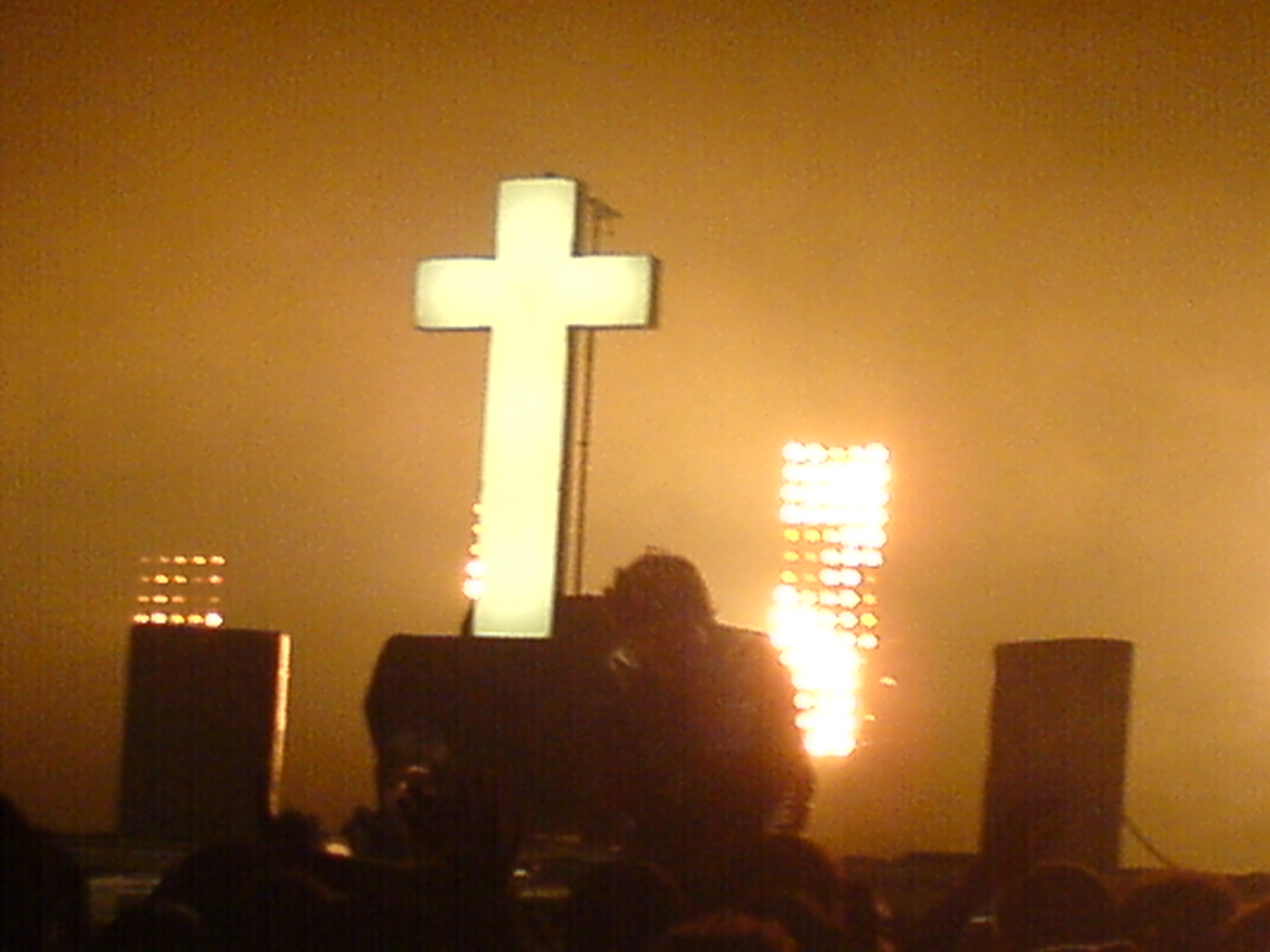
Justice aux Transmusicales en 2006.

Apparu pour la première fois sous le label Musclorecords, dont Gaspard Augé est à l'époque le graphiste, le duo produit en 2003 des morceaux ensemble pour Hits Up to You de Musclorvision, une compilation conceptuelle dans laquelle les morceaux étaient conçus pour sonner comme s'ils étaient destinés au concours de l'Eurovision. La compilation comprend deux de leurs chansons dont un morceau intitulé Sure You Will, un hommage au groupe The Buggles, aux accents rock 'n' roll-pop avec un zeste électronique. Il comprend le côté très pop années 1980 que le groupe affectionne tout particulièrement. La compilation possède aussi un titre de l'alter ego de Gaspard Augé, Microloisir.
Toujours en 2003, Justice répond à un concours de remix organisé par la radio étudiante Radio Campus. Le cahier des charges est simple : remixer le titre « Never Be Alone » du groupe Simian, futur Simian Mobile Disco. Mais le remix n'est pas retenu.
La même année, ils rencontrent durant une soirée raclette organisée par les parents de Gaspard Augé Pedro Winter, ancien manager des Daft Punk, qui monte son label Ed Banger Records avec son ami graphiste So-Me. À la fin du dîner, « les deux Justice, un peu timides, m'amènent dans la chambre de Gaspard, raconte Pedro, et ils me font écouter leur remix de Never Be Alone ». Coup de foudre : « C'est mortel, on se voit demain. ».
Plusieurs semaines plus tard, Pedro organise une fête au Pulp. Il embarque Justice avec lui et joue Never Be Alone pour la première fois. Sur le dancefloor, c'est « l'euphorie, il se passe un truc, c'est immédiat ». Rapidement le groupe signe avec le label et Never Be Alone sort en maxi vinyle en juin 2003. Ce maxi comprend aussi le remix de Steamulation du groupe Gambit mais également Anything is Possible, un titre de DJ Mehdi extrait de son premier album solo : The Story of Espion. Ed Banger en vend « 1 000 ou 2 000 ». Le morceau va vraiment décoller à la faveur d'un coup de téléphone de l'Allemand DJ Hell, le dirigeant du label, International Deejay Gigolo. « Helmut (Josef Geier) m'appelle pour sortir le morceau sur son label, se souvient Pedro. Ils en font 5 000 et inondent le monde. Le titre devient un phénomène souterrain. » Effet rapide : dans le petit bureau d'Ed Banger, les demandes fortunées pour avoir Justice en DJ set tombent. « Je commence à tourner avec eux. Je les protège, je les encadre, je leur fais découvrir tout ça, je suis avec eux. Ils apprennent à mixer […] et ils assurent. » .
Les moyens de la major permettent de tourner un clip pour le morceau que les deux Justice confient à un copain de copain, Jérémie Rozan. Avec ce clip, Justice remporte la récompense du meilleur clip aux MTV Europe Music Awards 2006, pour Justice vs. Simian - We Are Your Friends. Le prix est accepté par un des réalisateurs de la vidéo, Jérémie Rozan, accompagné du graphiste So-Me. Durant leurs remerciements, ils se feront interrompre sur scène par le rappeur Kanye West, frustré de ne pas avoir reçu le prix pour son clip Touch The Sky. Cette séquence fera l'objet d'une énorme controverse qui heurtera l'image du rappeur et sera rapidement partagée et parodiée massivement sur internet.
Durant l'été 2006, le morceau Never Be Alone ressort en CD deux titres avec un nouveau nom plus facile à retenir We Are Your Friends, édité cette fois-ci par Ten Records, un sous-label de Virgin Records. Après le succès de Never Be Alone, Justice travaille sur des remixes de musiques appartenant à des groupes tels que Vicarious Bliss et Scenario Rock mais également sur des titres d'artistes plus grand public tel que Britney Spears, N*E*R*D, Fatboy Slim et les Daft Punk. La première production originale de Justice se nomme Waters of Nazareth, et sort le septembre 2005, de nouveau sur le label Ed Banger Records ; le titre Waters of Nazareth ressort en 2006 avec des remixes d'Erol Alkan, DJ Funk et de Justice lui-même. Le duo continue ensuite un travail prolifique de remixes pour Franz Ferdinand, Mystery Jets, Soulwax ou encore Mr. Oizo.
C'est le deuxième maxi signé Justice, D.A.N.C.E., qui va catapulter le duo .« D.A.N.C.E, c'est la grosse cartouche qu'on avait pour exciter tout le monde et on ne s'en est pas privé » confiera Pedro Winter en 2015. Le maxi intitulé D.A.N.C.E sort le 30 avril. Après un DJ set au Printemps de Bourges en avril, le duo affiche complet à l'un de leurs premiers grands show, à la Cigale de Paris, le 7 juin 2007. Le groupe entame par la suite une série de festivals à travers l'Europe : festival des Vieilles Charrues, Eurockéennes de Belfort, la Route du Rock à Saint-Malo, le Pukkelpop en Belgique, Field Day à Londres, Pantiero à Cannes, mais également à Coachella aux Etats-Unis.

### Cross(2007-2010)

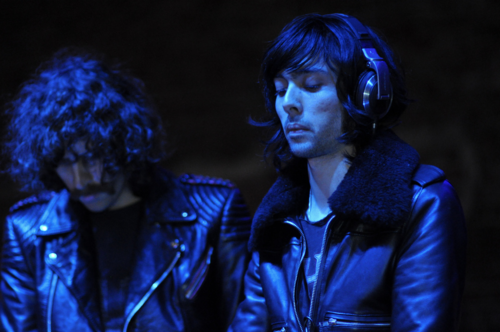
Justice sur scène en 2007.

Leur premier album studio, intitulé † (prononcé Cross en anglais), est publié le 11 juin 2007 en Europe, et bien accueilli par la presse spécialisée,. L'album est ensuite nommé pour un Grammy Award dans la catégorie de « Meilleur album dance/électronique » et atteint la 15e place du top 50 des albums au magazine américain Pitchfork et la 18e place des « 25 meilleurs albums » pour Blender. Le 1er novembre 2007, le groupe remporte à Munich aux MTV Europe Music Awards, la récompense du meilleur clip pour leur titre D.A.N.C.E. réalisé par Jonas et François à partir des dessins du graphiste So-Me, ainsi que le titre de « Meilleur artiste français ». Un nouveau maxi sort à la fin de ce même mois, reprenant les deux parties du titre Phantom ainsi que deux nouveaux remixes par Soulwax et Boys Noize. Le groupe est l'un des premiers artistes à se produire au Hard Fest à Los Angeles.
Toujours en 2007, Justice travaille sur un mix pour Fabric live, une série de compilations londonienne. Pour la première fois depuis la création des compilations, le club Fabric se voit dans l'obligation de refuser le mix à cause de sa durée trop courte mais aussi des morceaux joués, trop différent de l'electro et de la techno que l'on peut souvent entendre dans le club. Ce mix sortira tout de même gratuitement pour Noël 2007. Leur remix de Superstition de Stevie Wonder est, durant trois saisons, de 2007 à 2010, le générique de l'émission Le Grand Journal de Canal+, animé par Michel Denisot.
Le 8 mars 2008, aux Victoires de la musique, Justice remporte la victoire du « Meilleur artiste de musique électronique » face à David Guetta, Bob Sinclar et Wax Tailor. En avril 2008, le titre Waters of Nazareth apparaît dans la bande-son (radio Electro-Choc) de Grand Theft Auto IV. Justice est alors le premier groupe français à intégrer la bande-son d'un jeu Grand Theft Auto, en même temps que Jean-Michel Jarre et Kavinsky. En mai 2008, Justice sort un nouveau clip, Stress, réalisé par Romain Gavras du collectif Kourtrajmé. En octobre 2008, leur remix des MGMT apparait dans la bande-son du jeu Midnight Club: Los Angeles. Justice réalise ensuite un morceau, destiné au défilé printemps/été Homme de la maison de haute-couture parisienne Dior qui se déroule le 29 juin 2008. Le groupe le met en écoute sur sa page Myspace le 6 septembre. Intitulé Planisphère et divisé en quatre parties, il dure environ 15 minutes. Le 24 novembre 2008 sort le DVD intitulé A Cross the Universe, un documentaire montrant l'envers du décor du groupe, surtout l'ensemble de leur tournée en Amérique du Nord. Il est accompagné d'un album live enregistré à San Francisco,.
Le 8 février 2009, le duo remporte le Grammy dans la catégorie « Meilleur remix » pour sa version du morceau Electric Feel du groupe MGMT. En 2009, Justice produit la piste The Parachute Ending du groupe montant français Birdy Nam Nam, qui provient de l'album Manual for Successful Rioting, publié le 12 janvier la même année. En 2009 toujours, le duo signe chez le label Elektra Records.

### Audio, Video, Disco(2010-2013)

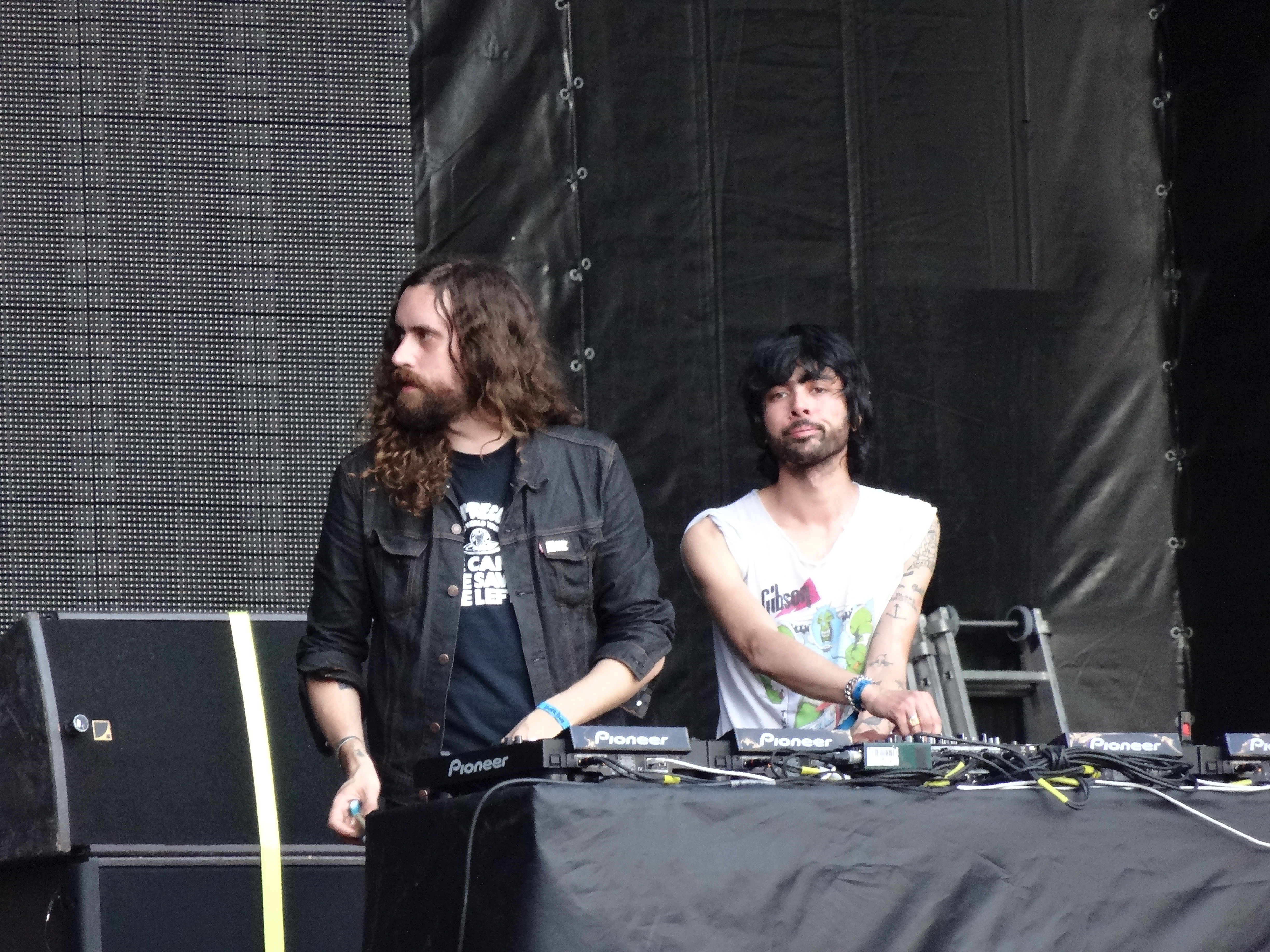
Justice en concert en 2013.

En 2010, Gaspard est choisi pour co-composer les musiques du film Rubber, réalisé par son collègue de label Quentin Dupieux / Mr. Oizo. Cette même année, Xavier produit l'album des ex-Poney Poney, renommé maintenant Jamaica.
En 2011, sort Civilization, leur nouveau single, qui apparait pour la première fois à la télévision le 16 mars, et sort le 4 avril ; il est notamment utilisé dans la nouvelle campagne de publicité de la marque Adidas, réalisée par Romain Gavras. Le 27 mai 2011, le clip de Civilization est dévoilé sur Internet ; il est accompagné de l'annonce de la sortie d'un nouvel EP comprenant le morceau original, une version démo, ainsi que deux remixes réalisés par Mr. Oizo et The Fucking Champs.
Le 5 septembre 2011, le deuxième extrait de leur deuxième album, Audio, Video, Disco, est dévoilé ; le single sort le 19 septembre 2011. Le 13 septembre 2011 paraît sur les plates-formes de téléchargement l'EP Audio Video Disco, contenant le titre éponyme, deux remixes ainsi que Helix, morceau également issu de leur futur deuxième album. L'album Audio, Video, Disco sort finalement le 24 octobre 2011. Il sera reçu par des critiques positives, bien que beaucoup le trouvant en dessous que leur premier album. Il est récompensé d'une Victoire de la musique le 3 mars 2012. En 2012, pour certains concerts de leur tournée World Tour 2012, le groupe s'associe avec le DJ québécois A-Trak, qui assure la première partie de certains concerts en Amérique du Nord.
Le 6 mai 2013 paraît leur deuxième album live, Access All Arenas, enregistré aux Arènes de Nîmes. Pour cet album, le groupe reprend un morceau dans un autre de leurs deux albums. Par exemple, dans la chanson Phantom, on entend une partie de Civilization.

### Woman(2014-2019)
Le 22 juin 2014, le duo annonce qu'il travaille sur un troisième album studio.
Le 18 juin 2016, le nouveau single Safe and Sound est joué pour la première fois par Busy P, accompagné de Boston Bun et Para One, lors de l'Ed Banger House Party au Festival de musique Sónar en 2016. Le titre du single ainsi que la pochette sont découverts via Shazam. Le 14 septembre 2016, un nouveau single, Randy, est présenté dans l'émission d'Annie Mac sur la BBC Radio 1, suivi d'une interview de Xavier de Rosnay dans laquelle il dévoile que le prochain album, Woman, paraîtra le 18 novembre 2016. En octobre 2016, à l'occasion de la sortie de leur troisième album studio, le duo est interviewé par Mouloud Achour dans Clique X sur Canal+.
En mai 2018, après une tournée mondiale pour soutenir leur album, le groupe annonce la sortie d'un troisième album live, Woman Worldwide, prévu pour le 24 août. Cet album enregistré à partir d'une vingtaine de concerts, ainsi que des répétitions, ne comporte ni clameurs ni applaudissements, ceux-ci ayant été coupés au montage, afin de créer une « anthologie » plus qu'un album live.
Le 10 février 2019, l'album Woman Worldwide reçoit le prix du meilleur album de musique électronique de l'année à la 61e cérémonie des Grammy Awards,.

### Hyperdrama(2024)

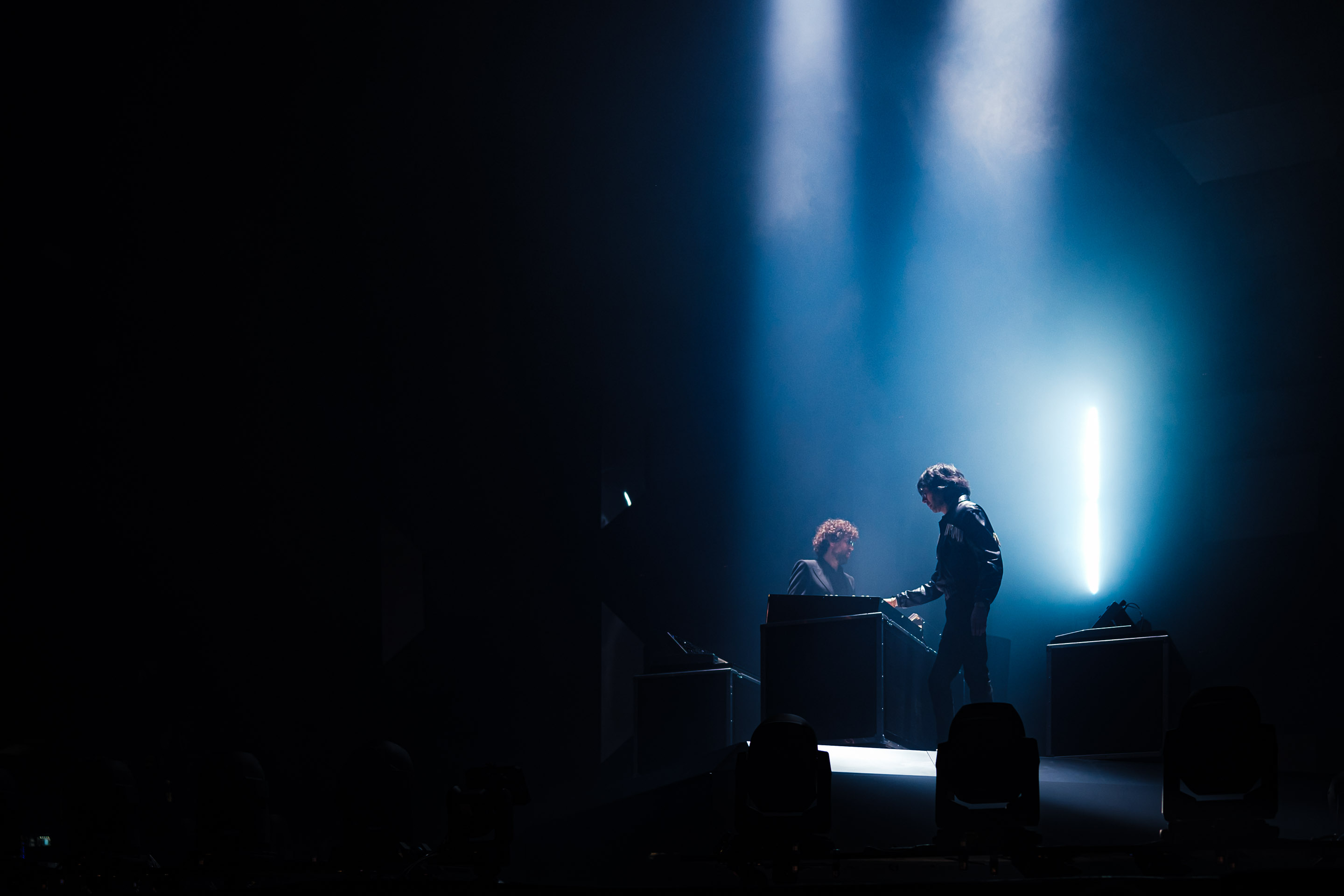
Justice en concert au festival We Love Green, le 1er juin 2024.

Lors de la conférence en ligne, Mix with the Masters, qui s'est déroulé le mercredi 8 avril 2020 sur Internet, le groupe Justice annonce en direct qu'ils préparaient un nouvel album, commencé peu avant le début du confinement en France lié à la pandémie de Covid-19. Gaspard Augé a également sorti un album solo le 25 juin 2021 : Escapades .
Le 24 janvier 2024, Justice sort deux titres, One Night/All Night avec Tame Impala et Generator, extraits de leur album Hyperdrama dont la sortie est prévue pour le 26 avril 2024.
L'album contient de nombreux featuring avec des artistes populaires tels que Tame Impala, Miguel et Thundercat, ainsi que d'autres moins connus comme RIMON ou The Flints. La pochette représente comme à chaque album, un crucifix, mais ce dernier est en verre et contient à l'intérieur, des organes et os du corps humain formant la partie supérieure du corps humain.
Le duo est nommé aux 67es Grammy Awards, dans la catégorie Meilleur enregistrement dance/electro pour le morceau Neverender et dans la catégorie Meilleur album dance/électronique pour leur album Hyperdrama.
Le groupe promeut l'album en démarrant sa tournée au festival Coachella, puis en donnant des concerts dans toute l'Amérique du Nord. Le duo participe également à plusieurs festivals, notamment We Love Green, et donne deux concerts à l'Accor Arena en décembre 2024, dont l'un est diffusé en direct sur Amazon Prime et Twitch,.

## Style musical et esthétique

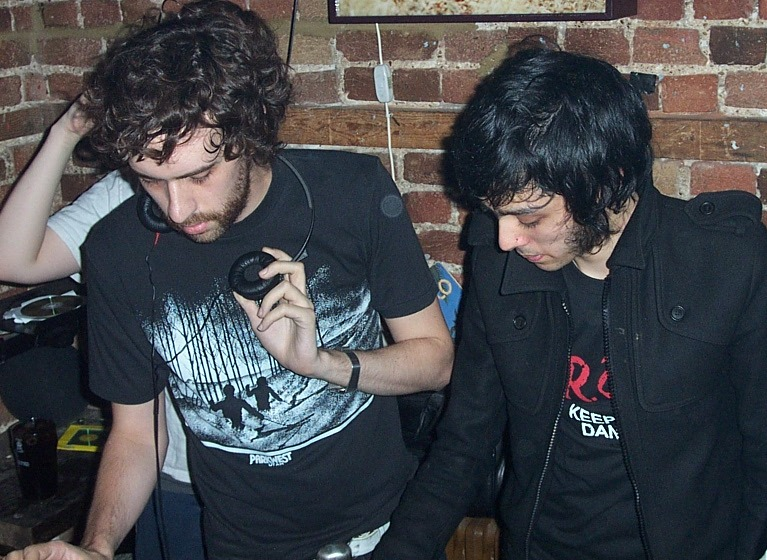
Xavier de Rosnay et Gaspard Augé.

Leur style musical et esthétique sont en grande partie influencés par le disco et le heavy metal. Leur musique combine des lignes de basses coupées avec le son de synthétiseurs compressés avec éventuellement des distorsions. Leur musique comporte aussi des slaps de basse, qui donne un son électro house. Il est possible de retrouver également une utilisation des synthétiseurs qui rappelle Giorgio Moroder. Justice utilise aussi des samples d'autres musiques comme pour Valentine ; dans ce morceau l'introduction est en fait un sample de l'introduction du morceau de Britney Spears Me Against the Music. De même, pour le titre The Party, le groupe sample un vocal du titre Stay Fly du groupe de rap Three 6 Mafia.
Bien que très souvent comparés aux Daft Punk pour de nombreuses raisons (duo, attention à l'esthétique de leurs pochettes d'album, appartenance au courant French Touch, même manager), le groupe se défend en disant que "les Daft Punk restent une influence mais on essaie de ne pas suivre de modèle et de créer notre propre histoire".
L'équipement utilisé par le groupe dans ses productions sont un Apogee Ensemble Recording Interface, un Power Mac G5 comme ordinateur, le logiciel Cubase et leur propre synthétiseur Valentine. Le duo précise mal connaître la house de Détroit ou Chicago et ne pas écouter de musique électronique qui reste seulement un moyen de diffuser leur musique. Leur éducation musicale reste basée sur le rock, le funk, le rap des années 1990, Nirvana ou encore les Beach Boys.
Le groupe considère Michel Polnareff, Michel Berger, Daniel Balavoine et Serge Gainsbourg comme le « quatuor absolu » de la musique française.
Au niveau de l'esthétique, le logo du groupe est une croix pour plusieurs raisons. Le logo leur est apparu lors de la conception de la pochette pour leur maxi Waters of Nazareth. La lettre T située pile au centre de leur nom pouvait facilement être remplacée par une croix ce qui collait au nom de leur morceau. Ce design n'a jamais changé depuis. De plus, ils voient en leurs concerts des similitudes avec des messes: des rassemblements durant lesquels des gens regardent tous dans la même direction: la "scène".

## Tournées

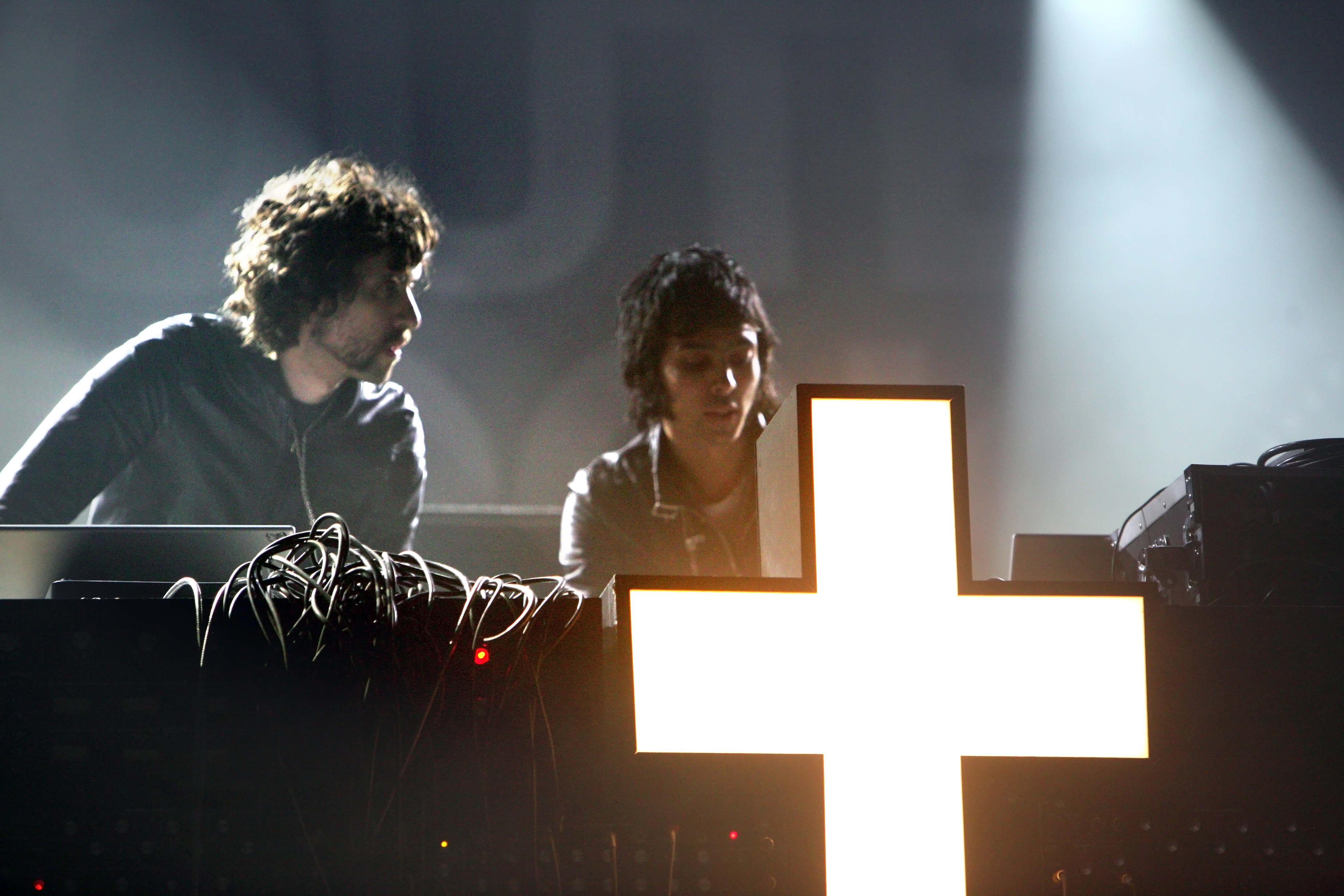
Gaspard Augé et Xavier de Rosnay à La Route du Rock (St Malo) en 2007.

En tournée, le groupe se déplace avec son propre système lumière et vidéo. Le décor scénique est composé de différents éléments. Au centre est disposée Valentine dans laquelle on retrouve le symbole du groupe, l'obèle. Le duo se trouve au-dessus d'un mur d'ampli de la marque Marshall. Durant leur tournée World Tour 2012, la Valentine a la possibilité de s'ouvrir, c'est notamment le cas lorsqu'ils jouent D.A.N.C.E. samplé par Gaspard Augé, titre qui apparait dans l'album Cross sous le nom de D.A.N.C.E. (Rehearsal Mix).

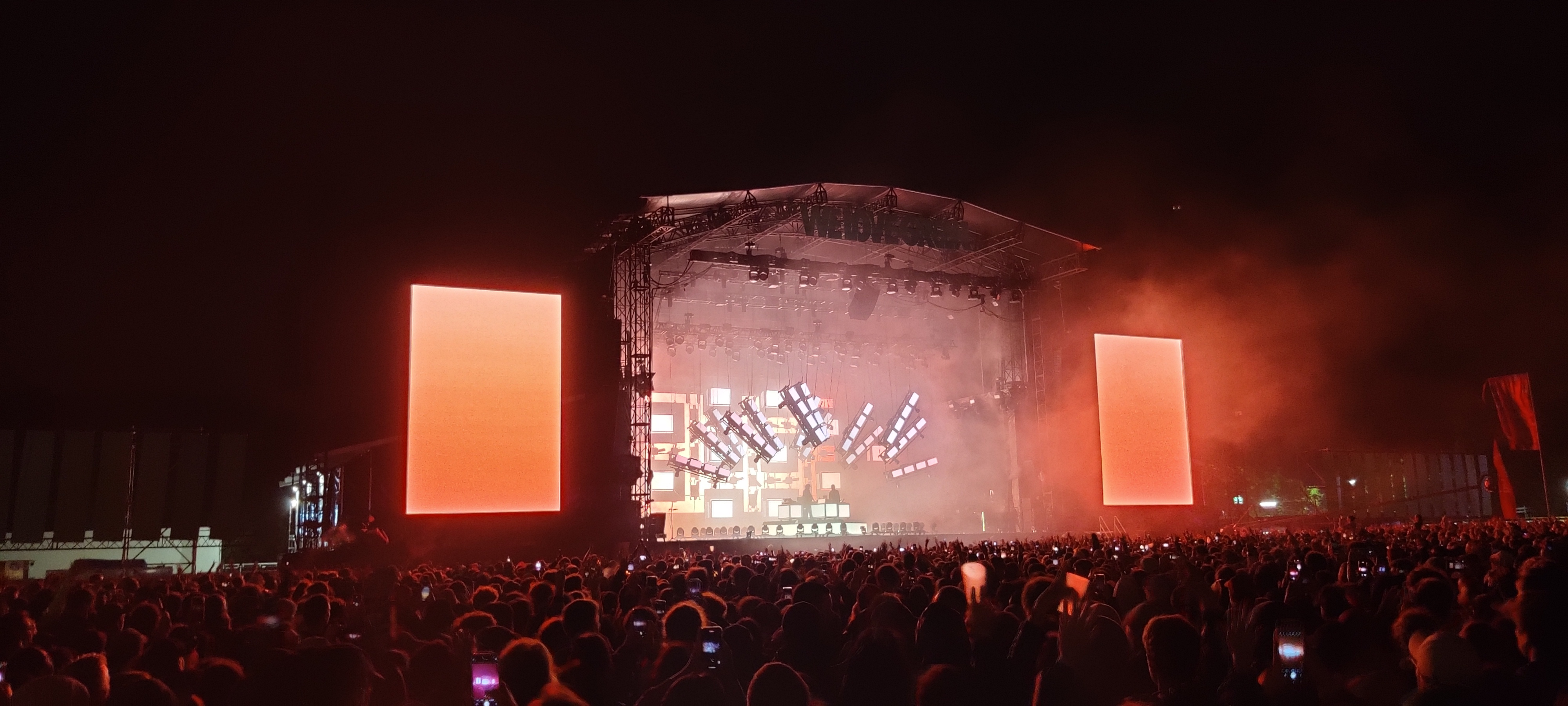
Justice en concert à We Love Green en 2024

Depuis leurs tournées 2016, la scénographie est complètement différente. Le groupe ne se trouve plus face au public mais "de côté". Des lumières et miroirs sont accrochés au-dessus de la scène. Le mur d'ampli est désormais séparé en 2. Valentine n'est plus physiquement sur scène et apparait désormais derrière eux, formée par le croisement de plusieurs lumières.

## Polémique

### Sortie du clip Stress (2008)
À la suite de la sortie du clip de la chanson Stress en mai 2008, réalisé par Romain Gavras du collectif Kourtrajmé, une polémique éclate sur Internet. Les critiques sont liées au caractère particulièrement agressif de leur clip et à son message potentiellement stigmatisant à l’égard des adolescents issus de l’immigration extra-européenne. Le clip heurte le grand public et entraîne une vague non négligeable de contestation, ternissant du même coup une partie de la réputation planétaire du groupe.
Dans un premier temps, le groupe a sciemment choisi de ne pas réagir aux réactions et ressentis des personnes qui pouvaient se sentir stigmatisées par le clip, contestant l'interprétation de ces dernières qu'il jugeait mauvaise. Or, seulement après que plusieurs internautes ont salué le film en laissant entendre qu'ils adhéraient à ce qui leur semblait être un message stigmatisant, Gaspard Augé et Xavier de Rosnay finissent par prendre conscience de la portée du clip et s'empressent alors d'expliquer dans un communiqué que ce film n'a jamais été envisagé comme une stigmatisation de la banlieue, comme une incitation à la violence ou, surtout, comme un moyen larvé de véhiculer un message raciste, mais plutôt un lien entre le son et l'image qui définit bien le Stress,,.

### Plagiat du logo du groupe par Justin Bieber (2021)
En 2021, le duo électro parisien reproche au Canadien Justin Bieber d'avoir plagié leur logo pour la pochette et le merchandising de son nouvel album Justice, sorti le 19 mars. La controverse se situe  sur la lettre « T » du mot « Justice » remplacée par une croix, l'un des symboles du duo français. Ces derniers avaient d'ailleurs déposé cette typographie en France en 2008 et en Europe en 2014.
Cette information est rapportée par le magazine Rolling Stone le 18 mars, qui, dans un article explique que le 10 mars 2021, les avocats des Parisiens ont envoyé une lettre de mise en demeure à l'intention du clan Bieber, leur demandant explicitement de ne pas exploiter leur typographie : « Votre utilisation de la marque est illégale. Vous n'avez pas reçu la permission de Justice d'utiliser la marque. De plus, le travail de Bieber n'est en aucun cas affilié à, soutenu par, ou sponsorisé par Justice. Une telle utilisation de la marque est non seulement illégale, mais susceptible de tromper et de confondre les consommateurs ».
Justin Bieber, lui, affirme qu’il a lui-même dessiné le logo en question, sans avoir connaissance de l’existence du groupe. Certains faits permettent de douter de cette version : le 20 avril 2020, le management de Justin Bieber avait cherché à prendre contact par courriel avec So-Me, le graphiste derrière le logo de Justice. Ce dernier avait répondu favorablement en vue d'une collaboration, mais la discussion en était finalement restée là.Toutefois si l’on en croit les défenseurs du chanteur cette collaboration n’était pas pour la pochette de l’album, mais afin de « concevoir une version stylisée de son nom pour l’utiliser dans le cadre de sa prochaine tournée ».
Après avoir entendu les avocats le 8 avril, le tribunal de Nanterre a rendu le 15 avril une ordonnance en référé  estimant que, si des similitudes existent en effet, la ressemblance n’est pas « obvie », d’autant que les univers de Justice et de Justin Bieber sont bien différents et donc déboutant Gaspard Augé et Xavier de Rosnay de toutes leurs demandes et les condamnant à payer les frais de justice des parties adverses.
Les avocats de Justice n’ont pas fait appel de ce référé, mais devraient poursuivre leurs démarches judiciaires sur le fond. « Notre démarche en référé avait exclusivement pour objectif de faire immédiatement cesser la vente du merchandising et la mention Justice sur l’album de Justin Bieber (…) afin de mettre un terme à l’association et à la confusion massive provoquée par la sortie de cet album, précisent-ils. Cette décision ne préjuge nullement du résultat qui sera rendu au fond sur l’existence d’actes de contrefaçon ainsi que de concurrence déloyale et de parasitisme. Le débat judiciaire demeure entier et Justice est déterminé à faire reconnaître ses droits ».

## Discographie

### Albums studio
- 2007 : †
- 2011 : Audio, Video, Disco
- 2016 : Woman
- 2024 : Hyperdrama

### Albums live
- 2008 : A Cross The Universe
- 2012 : Access All Arenas
- 2018 : Woman Worldwide

## Filmographie

### Cinéma
- 2008 : A Cross the Universe (réalisé par Romain Gavras, So Me et Justice)
- 2010 : Rubber (réalisé par Quentin Dupieux, apparition de Gaspard Augé)
- 2014 : La Crème de la crème (réalisé par Kim Chapiron)
- 2016 : Gutterdämmerung (réalisé par Björn Tagemose)
- 2019 : Iris: A Space Opera by Justice (réalisé par André Chémétoff)[59],[60]
- 2025 : Banger (réalisé par So Me)

### Courts métrages
- 2005 : Les filles se cachent pour vomir (réalisé par Thomas Pison)[61]
- 2008 : Mosquito (réalisé par Pascal Stervinou) (Genesis)

## Exploitation commerciale
Outre les revenus liés directement aux ventes d'albums, maxis et de singles ainsi que ceux liés aux concerts, Justice tire aussi profit des activités de synchronisation (en), c'est-à-dire la présence de leurs titres dans des publicités et dans des films.

### Cinéma
- 2007 : Hitman (DVNO)
- 2008 : Spartatouille (D.A.N.C.E. MSTRKRFT Remix)
- 2008 : 15 ans et demi (DVNO)
- 2008 : Punisher : War Zone (Genesis) (bande annonce)
- 2009 : Machination, avec Simon Astier (Planisphère)
- 2009 : Inglourious Basterds (bande-annonce française)
- 2009 : Conspiracy (Genesis)
- 2010 : Rubber de et avec Quentin Dupieux, dit « Mr Oizo »[62]
- 2013 : 16 ans ou presque (DVNO)
- 2014 : La crème de la crème (Genesis)
- 2015 : We Are Your Friends (We Are Your Friends)
- 2016 : War Dogs (Waters of Nazareth)
- 2016 : Les Trolls (D.A.N.C.E.)
- 2017 : The Square (Genesis)
- 2018 : Seule la vie... (D.A.N.C.E.)
- 2023 : John Wick : Chapitre 4 (Genesis)

### Jeux vidéo
- 2008 : Grand Theft Auto IV (Waters of Nazareth est dans une radio du jeu)
- 2008 : Need for Speed: Undercover (Genesis)
- 2009 : DJ Hero (Genesis, Bring The Noize 20XX de Public Enemy remix de DJ Z-Trip)
- 2009 : Assassin's Creed II (Genesis, bande-annonce)[63]
- 2010 : Gran Turismo 5 (Let There Be Light)
- 2010 : DJ Hero 2 (D.A.N.C.E, Dirty de Janet Jackson)
- 2010 : Just Dance 2 (D.A.N.C.E)
- 2010 : Midnight Club: Los Angeles (remix de MGMT, Electric Feel)
- 2012 : NBA 2K13 (Stress)
- 2016 : Forza Horizon 3 (D.A.N.C.E et Safe and Sound sont dans une radio du jeu)
- 2018 : Life Is Strange 2 (D.A.N.C.E)

### Publicité
- KTM
- 2006 : Le morceau Waters of Nazareth est utilisé dans une publicité de Peugeot pour présenter le modèle de voiture Peugeot 407[64]
- 2007 : Le morceau D.A.N.C.E. est utilisé dans une publicité de Numericable[65]
- 2008 : Le morceau Genesis est utilisé dans une publicité de Levi's[66]
- 2011 : Le morceau Civilization est utilisé dans une publicité de Romain Gavras pour Adidas[67]
- 2012 : Le morceau Helix est utilisé dans une publicité de Samsung pour présenter le smartphone Galaxy SIII[68]
- 2016 : Sony Playstation 4 (New Lands)
- 2018 : Le morceau Heavy Metal et le morceau Genesis sont utilisés dans une publicité de Nike pour présenter leur chaussure Phantom VSN[69]
- 2020 : Le morceau de MGMT Electric Feel (Justice Remix) est utilisé dans une publicité de Ford pour présenter le modèle de voiture Ford Fiesta EcoBoost Hybrid[70]
- 2021 : Le morceau Genesis est utilisé dans une publicité de Volvo pour présenter le modèle de voiture XC60 hybride rechargeable[71]
- 2022 : Le morceau We Are Your Friends (Justice vs. Simian) est utilisé dans une publicité de Bouygues Telecom[72]
- 2024 : Le morceau Afterimage (Starring RIMON) est utilisé dans une publicité de Alpine pour présenter le modèle de voiture Alpine A290[73]

### Télévision
- 2007-2010 : Générique du Grand Journal de Canal+ (remix de Superstition de Stevie Wonder).
- 2007 : Générique de l'émission Les Grandes Vacances de Canal+, New Jack
- 2007 : Générique 5 questions à… dans le Petit Journal sur Canal+ (Stress)
- 2009 : Misfits (saisons 1 et 2)
- 2010 : Nikita (épisode 21 de la saison 2 - On'n'On)
- 2011 : Top Gear U.K (épisode 1 de la saison 17 - Genesis)
- 2012 : Générique d'Automoto (remix de MGMT, Electric Feel)
- 2013 : Fais pas ci, fais pas ça (épisode 6 saison 6) (We are your friends)
- 2018 : BaseBoys (Genesis)
- 2019 : Another Life (Netflix épisode 9 saison 1) (Safe and Sound)
- 2019 : Rick & Morty (Netflix bande annonce saison 4) (Genesis & Stress)[74]

### Samples sélectifs
- On to the Next One de Jay-Z et Swizz Beatz utilise un sample de D.A.N.C.E..
- Fire Alarm de Lil Uzi Vert utilise un sample de Stress.
- The Spotlight de Logic utilise D.A.N.C.E. comme instrumentale.
- American Dream de The Game utilise Genesis comme instrumentale.
- Gucci Time de Gucci Mane et Swizz Beatz utilise un sample de Phantom Pt. II.
- Mescaline de The Prodigy utilise un sample de The Fallen de Franz Ferdinand remixé par Justice.
- Angst de Nero utilise plusieurs samples de Stress (Autoremix).
- X-stereo de Wagdug Futuristic Unity utilise un sample de Waters of Nazareth.